# Una banda di idioti
Una banda di idioti (A Confederacy of Dunces) è un romanzo picaresco dello scrittore statunitense John Kennedy Toole, pubblicato per la prima volta nel 1980, undici anni dopo il suicidio dell'autore. Il libro venne dato alle stampe grazie alla tenacia ed agli sforzi della madre di Toole, Thelma Toole, nonché all'intuito letterario dello scrittore Walker Percy, che contribuì anche con una prefazione alla prima edizione.
Una banda di idioti acquistò una crescente popolarità presso il pubblico dopo il conferimento postumo a Toole del Premio Pulitzer per la narrativa nel 1981, evento che annoverò definitivamente il suo capolavoro tra i classici della letteratura americana del XX secolo.
Il titolo del romanzo è tratto da un epigramma di Jonathan Swift:
(Jonathan Swift, Thoughts on Various Subjects, Moral and Diverting)
In Italia il libro è apparso per la prima volta nel 1982, pubblicato da Rizzoli con il titolo Una congrega di fissati.

## Trama, struttura e ispirazione letteraria
Il romanzo è ambientato a New Orleans nei primi anni sessanta. Il protagonista è Ignatius Jacques Reilly, un uomo corpulento di trent'anni che vive con la madre Irene in una casa popolare in un quartiere a nord della città. Per porre rimedio alle ristrettezze economiche della famiglia, Ignatius a malincuore si trova a dover cercare lavoro. Questa ricerca porterà il protagonista a confrontarsi con eccentrici personaggi che animano e caratterizzano la New Orleans del tempo, i cosiddetti idioti che costellano il mondo di Ignatius J.Reilly.
La struttura letteraria di Una banda di idioti rispecchia la struttura del libro preferito di Ignatius, il De consolatione philosophiae di Anicio Manlio Torquato Severino Boezio, più noto semplicemente come Boezio. Così, come l'opera del filosofo latino, il romanzo di Toole è diviso in capitoli, a loro volta suddivisi in sotto-capitoli. Sezioni chiave di alcuni capitoli rimangono al di fuori della narrativa principale. Nel De Consolatione Philosophiae, alle parti in prosa si alternano altre in versi. Similmente nel romanzo, la narrativa viene inframezzata di tanto in tanto dall'utilizzo di versi poetici, commenti scritti dal protagonista nel proprio diario oppure dalle periodiche lettere scritte da Ignatius J. Reilly alla sua controparte femminile, Myrna Minkoff. Inoltre, nella narrazione di Una banda di idioti appare una copia del testo di Boezio, rendendo ancora più esplicito il suo stato di veicolo narrativo.
Alcuni aspetti di Una banda di idioti sono nati dall'ispirazione autobiografica dell'autore. Per esempio, i due lavori principali svolti da Ignatius nel romanzo sono come impiegato in una fabbrica di pantaloni e come venditore ambulante di hot dog. Per un breve periodo, dopo aver conseguito la laurea alla Tulane University di New Orleans, J. K. Toole lavorò in un'azienda di abbigliamento. Inoltre, lo scrittore lavorò part time con un amico nel quartiere francese di New Orleans come venditore ambulante di prodotti alimentari. Terminata l'università, Toole visse in casa con la madre, la quale si diceva fosse molto protettiva nei suoi confronti. Di qui nacque l'ispirazione per il rapporto tra Ignatius e la signora Reilly. Per altri aspetti invece, Toole era molto diverso dalla sua creazione letteraria. Era un appassionato viaggiatore ed amava vestirsi in modo elegante.

## Personaggi principali

### Ignatius J. Reilly
Ignatius è l'eroe del romanzo, una sorta di moderno Don Chisciotte - eccentrico, idealista e creativo a tal punto da trarne, a volte, profonde illusioni. Nella prefazione alla prima edizione, Walker Percy descrive Ignatius come "uno straordinario sciattone, un Oliver Hardy impazzito, un Don Chisciotte ingrassato, un Tommaso d'Aquino perverso, il tutto allo stesso tempo".
Il signor Reilly disprezza la modernità e soprattutto la cultura pop. Questo sdegno deriva da una profonda ossessione: va al cinema solamente per potersi fare scherno della perversità della cinematografia moderna e per poter dar libero sfogo alla propria rabbia interiore per l'assenza di "teologia e geometria" nel mondo contemporaneo.
Ignatius predilige la filosofia scolastica del Medioevo, e in particolare, come già detto, il lavoro del filosofo cristiano Boezio. Tuttavia ama cullarsi nei piaceri e nelle comodità della modernità e non sopporta i rednecks della Louisiana, gli abitanti delle zone rurali che disdegnano le tecnologie moderne solamente perché incarnano un ideale di progresso.
Ignatius è fermamente convinto di non appartenere al suo tempo e che i suoi continui fallimenti siano opera di un volere divino. Si lamenta spesso che la dea Fortuna lo ha fatto girare in basso sulla ruota della vita, portandolo ad un futuro avverso. Ignatius ama le porzioni smodate di cibo e le sue fantasticherie erotiche lo portano verso direzioni insolite. Il suo approccio fortemente critico nei confronti di immagini oscene cela una presa di posizione difensiva verso tutto ciò che stimola i suoi più reconditi sentimenti.
Ignatius è profondamente contrario ad abbandonare la sua città di origine, anche solo per un breve periodo, e spesso annoia amici e sconosciuti con la narrazione del viaggio traumatico che fece per andare da New Orleans a Baton Rouge a bordo di un autobus della Greyhound Lines.

### Irene Reilly
La signora Reilly, madre di Ignatius, è vedova da ventun anni. All'inizio del romanzo assume un atteggiamento molto protettivo ed accondiscendente nei confronti del figlio. Con il progressivo svolgimento della trama, tuttavia, impara a farsi rispettare e a giudicare in modo critico gli atteggiamenti di Ignatius.
Irene ama bere vino da pochi soldi ed è sovente alticcia, nonostante Ignatius si riferisca alla madre come ad una furiosa ubriaca. La signora Reilly perde la testa per Claude, un modesto pensionato con un cospicuo patrimonio. Sul finire del romanzo la donna si convince a sposare Claude e, di comune accordo con Santa Battaglia, divenuta sua migliore amica, si prefigge l'obiettivo di mandare Ignatius in cura in un ospedale psichiatrico.

### Myrna Minkoff
L'impudente Myrna è una beatnik ebrea di New York che Ignatius incontrò durante gli studi al college di New Orleans. Nonostante risultino diametralmente opposti dal punto di vista dell'orientamento politico, sociale, religioso e personale, Myrna ed Ignatius si affascinano a vicenda.
Il romanzo fa plurime allusioni ad alcune animate discussioni che i due sostennero assieme nei confronti dei loro professori universitari. Per la maggior parte del romanzo, il lettore viene a conoscenza della signorina Minkoff solamente attraverso la corrispondenza epistolare tra quest'ultima ed Ignatius.
Nelle lettere Myrna ama trattare argomenti a sfondo sessuale, mentre Ignatius la critica duramente e la condanna per il suo comportamento. Myrna ed Ignatius si disdegnano a vicenda, e odiano profondamente tutto ciò che l'altro rappresenta. Nonostante nessuno dei due voglia ammetterlo, dalle frequenti lettere tra i due emerge che ciascuno sembra intento ad intraprendere determinate azioni puramente con l'intenzione di impressionare l'altro.

## Personaggi secondari
- Santa Battaglia è un'anziana signora, conoscente della signora Reilly. Si conoscono attraverso il nipote di Santa, il poliziotto Angelo Mancuso, e ben presto diventano migliori amiche. La signora Battaglia nutre un profondo disprezzo per Ignatius e convince Irene a costringerlo a trovarsi un lavoro e ad essere più rigorosa nei suoi confronti. Santa Battaglia riesce anche ad appaiare sentimentalmente la signora Reilly al signor Claude Robichaux.
- Claude Robichaux è un modesto pensionato che si propone come potenziale nuovo marito della signora Reilly. Le sue ossessive convinzioni politiche lo portano ad essere costantemente alla ricerca di comunisti che abbiano intenzione di infiltrare gli Stati Uniti.
- Angelo Mancuso è un poliziotto imbranato ed incapace, nipote di Santa Battaglia. Dopo una serie di tentati arresti non andati a segno, Mancuso è destinato a fare gli straordinari per non essere cacciato dal dipartimento. Viene costretto dal capo della polizia a passare le giornate nei gabinetti pubblici della stazione dei bus, per identificare ed arrestare "personaggi sospetti".
- Lana Lee è la proprietaria dello strip club Night of Joy (reso in italiano Notti di follia) nel quartiere francese della città. Assume Darlene e Jones nel suo locale ed in parallelo gestisce un business illegale di foto pornografiche.
- Darlene lavora come spogliarellista al Night of Joy. È molto determinata a volersi migliorare professionalmente, ed invece di convincere i clienti al bancone a comperare un drink (puntualmente diluito con acqua), vuole ammaestrare un pappagallo e proporre ai clienti uno spettacolo di danza più esotico.
- George è un giovane liceale che figura come partner di Lana Lee nel business degli scatti erotici.
- Burma Jones lavora sia come portiere che come sguattero al Night of Joy, e mantiene il suo lavoro solo perché la polizia minaccia di arrestarlo per vagabondaggio (una pratica che accomunava molti afroamericani negli stati del sud nell'era di Jim Crow). La maggior parte dei personaggi di pelle bianca tendono a non badare alla sua presenza, nonostante le sue azioni risultino centrali alla trama del romanzo.
- Il signor Clyde è il frustrato proprietario di Paradise Vendors, una società in perdita che detiene il business di hot dog per cui lavora Ignatius Reilly.
- Gus Levy è il proprietario ebreo di Levy Pants (in italiano reso Manifatture Levy), l'azienda di famiglia situata a Bywater che nel passato ha già visto i suoi giorni migliori, presso la quale Ignatius trova impiego. Gus Levy cerca di visitare la fabbrica il meno possibile in quanto gli ricorda il padre, dal quale ha ricevuto in eredità il business.
- La signora Levy è la moglie di Gus Levy. Avendo intrapreso senza successo un corso per corrispondenza in psicologia, tenta di applicare principi psicoanalitici al marito ed alla signorina Trixie. È particolarmente portata nel rendere un calvario la vita del marito, e lo minaccia spesso avvisandolo che racconterà tutti gli obbrobri ai quali il marito ha esposto lei e le due figlie.
- La signorina Trixie è impiegata negli uffici della Levy Pants e soffre di demenza senile. La signora Levy reputa di fare del bene mantenendola in fabbrica, nonostante l'interessata preferirebbe di gran lunga andare in pensione. Inoltre, la signorina Trixie è un grande peso per l'azienda e molto spesso insiste nel richiedere un tacchino per le feste e del prosciutto cotto, cose che molte volte le vengono promesse, ma mai date.
- Il signor Gonzalez è il manager dell'ufficio della Levy Pants, paziente e timido di natura, ma devoto alla fabbrica e grande seguace della filosofia aziendale (sempre che si possa dire ce ne sia una).
- Dorian Greene è un giovane omosessuale che organizza elaborate festicciole nel quartiere francese. Dopo aver tentato senza successo di eclissare i principi politici di Myrna Minkoff, Ignatius tenta di reclutare Dorian assieme ai suoi amici sodomiti per farli infiltrare nell'esercito e quindi portare allo sbando il sistema politico mondiale.
- Frieda Club, Betty Bumper e Liz Steele sono un trio di lesbiche aggressive le cui storie si intrecciano con quella di Ignatius Reilly, figurando nel contesto del marasma del quartiere francese.
- Il dottor Talc è un men-che-mediocre professore di college alla Tulane University che ha avuto la sfortuna di insegnare a Myrna e Ignatius in due corsi diversi per la durata di un semestre. Ancora oggi, nonostante siano passati anni, porta i segni di tale esperienza.
- La signorina Annie è la vicina di casa rompiscatole di Irene e Ignatius Reilly. Ha una forte dipendenza da farmaci per il mal di testa per via delle attività domestiche estremamente rumorose della famiglia Reilly.

## Il romanzo e New Orleans

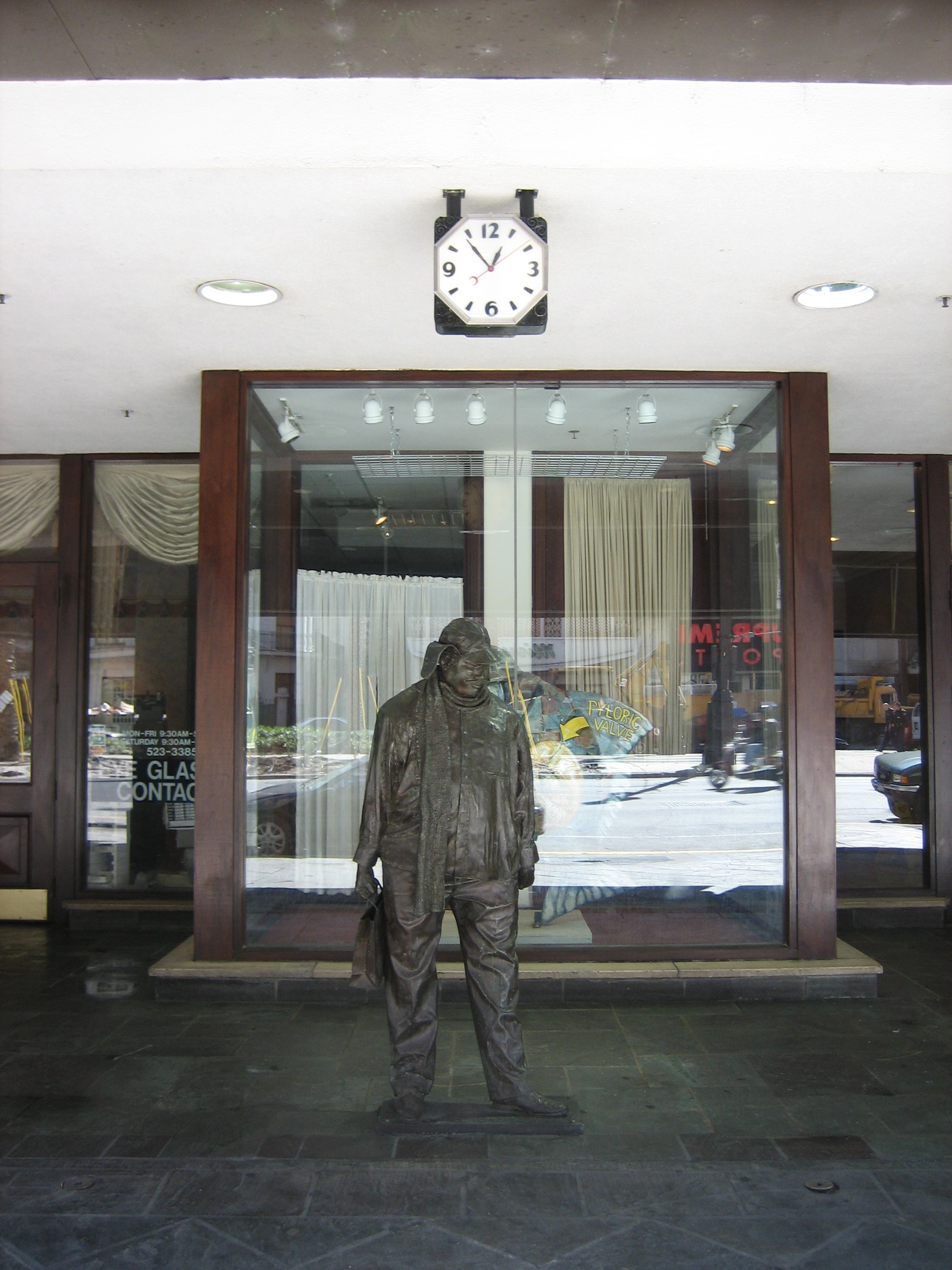
La statua raffigurante Ignatius J. Reilly davanti agli ex magazzini Holmes.

Una banda di idioti è considerato un romanzo unico per la sua capacità di descrivere la New Orleans degli anni sessanta, nonché di riprodurre in modo fedele ed unico il dialetto della città. Molti abitanti e scrittori nativi della Louisiana - tra i quali figura l'autrice Poppy Z. Brite - affermano che l'opera di Toole sia il romanzo in assoluto più esaustivo e accurato per il modo in cui descrive la città di New Orleans.
La città che traspare dalle descrizioni del libro tuttavia differisce in un certo modo dalla vera New Orleans. Nel primo capitolo Toole descrive il tramonto sul fiume Mississippi ai piedi di Canal Street, nonostante questa direzione in realtà punti a sud-est. Si pensa che questa sia solamente una trovata scherzosa di Toole dato che l'area oltre il fiume è conosciuta come la "sponda ovest" - nonostante il fatto che gli snodi del corso del fiume stesso fanno sì che questo quartiere si trovi in verità a sud se non ad est rispetto al centro della città. Tuttavia questi sono dettagli minori, e soprattutto irrilevanti all'occhio inesperto del turista.
Una statua di bronzo di Ignatius J. Reilly si erge sotto l'orologio sul lato a valle dell'isolato numero 800 di Canal Street, luogo dove una volta sorgevano i magazzini commerciali D. H. Holmes, ora invece rinnovati nell'Hotel Chateau Sonesta. La statua è un rimando alla scena di apertura del romanzo, quando Ignatius attende la madre sotto l'orologio del centro commerciale, stringendo in mano un sacchetto del negozio musicale P. P. Werlein, ed abbigliato con un cappello da caccia, una camicia in flanella, pantaloni larghi e sciarpa, ed attende, "analizzando la gente che gli passa intorno per scovare un qualche indizio di cattivo gusto". La statua di Ignatius venne modellata sulla figura dell'attore John McConnell (detto "la Patata"), il quale s'immedesimò nella parte di Ignatius in un adattamento teatrale del romanzo.
In Una banda di idioti Toole menziona varie altre attività commerciali oltre al centro D. H. Holmes e l'etichetta di produzione musicale P. P. Werlein, tra cui il Prytania, un cinema realmente esistito a New Orleans dove Ignatius ama assistere a qualche spettacolo di tanto in tanto. Alcuni lettori potrebbero immaginare che la bibita preferita dal protagonista, la Dr. Nut, sia pura fantasia. Tuttavia, la Dr. Nut è realmente esistita, ed era il marchio di un drink locale degli anni sessanta.

## La pubblicazione postuma
Il romanzo di John Kennedy Toole non sarebbe mai stato pubblicato senza la tenacia e la determinazione della madre Thelma. La signora Toole si imbatté per caso in una copia carbone rovinata del manoscritto mentre stava ripulendo la casa poco dopo il suicidio del figlio. Si dice che la donna, dopo averlo letto, fosse stata ignorata da più di otto editori dal 1969, anno della morte di John. Nel 1976 Thelma si presenta da Walker Percy, autore e professore di college alla Loyola University di New Orleans, mettendogli il manoscritto tra le mani e rassicurando lo scrittore della grandezza e dell'originalità dell'opera. Percy accettò di dargli un occhio, se non altro perché la signora Toole si era rivelata molto insistente. Cominciò a malincuore a leggerlo, poi gradualmente si vide più e più interessato ed infine incredulo di ciò che aveva tra le mani. Con l'aiuto finanziario personale di Percy, il romanzo venne finalmente pubblicato nel 1980 dalla Louisiana State University Press, e l'anno successivo ricevette il Premio Pulitzer per la narrativa. Il manoscritto originale dell'opera si trova ora alla Tulane University di New Orleans.

## Adattamenti cinematografici
Sono stati numerosi i tentativi di creare una trasposizione cinematografica del romanzo di John Kennedy Toole. Nel 1982 Harold Ramis doveva scrivere il copione e fare da regista ad un adattamento di Una banda di idioti con John Belushi e Richard Pryor. Tuttavia, il progetto iniziale si sgretolò per la morte prematura di Belushi. In un secondo tempo, si parlò degli attori John Candy e poi Chris Farley, ma anche questi morirono prematuramente; allo stesso tempo si cominciò a spargere la leggenda che ci fosse una maledizione sul ruolo.
L'artista e scrittore Stephen Fry venne ad un certo punto incaricato di adattare il libro di Toole in una versione per il grande schermo. Nel 1997 venne mandato a New Orleans dalla Paramount per compiere il suo adattamento cinematografico.
Venne inizialmente programmata la distribuzione entro la fine del 2005 di una versione adattata da Steven Soderbergh e Scott Kramer e diretta da David Gordon Green. Il film prevedeva Will Ferrell nel ruolo di Ignatius e Lily Tomlin nella parte della madre Irene. Una versione teatrale dell'opera andò in scena all'ottavo Nantucket Film Festival con Ferrell nel ruolo di Ignatius, Anne Meara nel ruolo della madre, Paul Rudd come il poliziotto Angelo Mancuso, Kristen Johnston nella parte di Lana Lee, Mos Def come Burma Jones, Rosie Perez come Darlene, Olympia Dukakis nel ruolo di Santa Battaglia e la signorina Trixie, Natasha Lyonne nella parte di Myrna Minkoff, Alan Cumming come Dorian Green, John Shea come Gonzalez, Jesse Eisenberg come George, John Conlon come Claude Robichaux, Celia Weston nella parte della signora Levy e Dan Hedaya nella parte del signor Levy. Tuttavia, per una serie di difficoltà legate ai diritti d'autore, il film non venne mai prodotto.

## Edizioni
- John Kennedy Toole, Una congrega di fissati, traduzione di Luciana Bianciardi, Rizzoli, 1982,  p. 349.

- John Kennedy Toole, Una banda di idioti, traduzione di Luciana Bianciardi, Marcos y Marcos, 2004,  p. 431, ISBN 88-7168-221-1.